# Martina Majerle

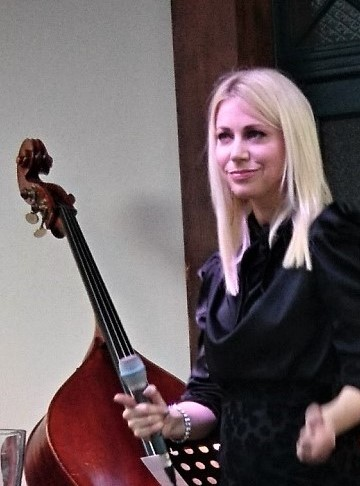
Martina Majerle, 2020

Martina Majerle (* 2. Mai 1980 in Rijeka) ist eine kroatische Sängerin und Teilnehmerin beim Eurovision Song Contest.

## Eurovision Song Contest
Bereits dreimal war sie als Backgroundsängerin beim Eurovision Song Contest aktiv: 2003 bei Claudia Beni für Kroatien, 2007 bei Alenka Gotar für Slowenien und 2008 bei Stefan Filipović für Montenegro. Beim Eurovision Song Contest 2009 trat sie zusammen mit dem Streichquartett Quartissimo mit dem Klassik-Popsong Love Symphony für Slowenien an. Dieser Titel schied aber im zweiten Halbfinale aus. Auch 2011 und 2012 war sie im Backgroundchor für Slowenien sowie 2014 für Montenegro tätig. 2016 begleitete sie Nina Kraljic für Kroatien beim Eurovision Song Contest.